# ナホトカ

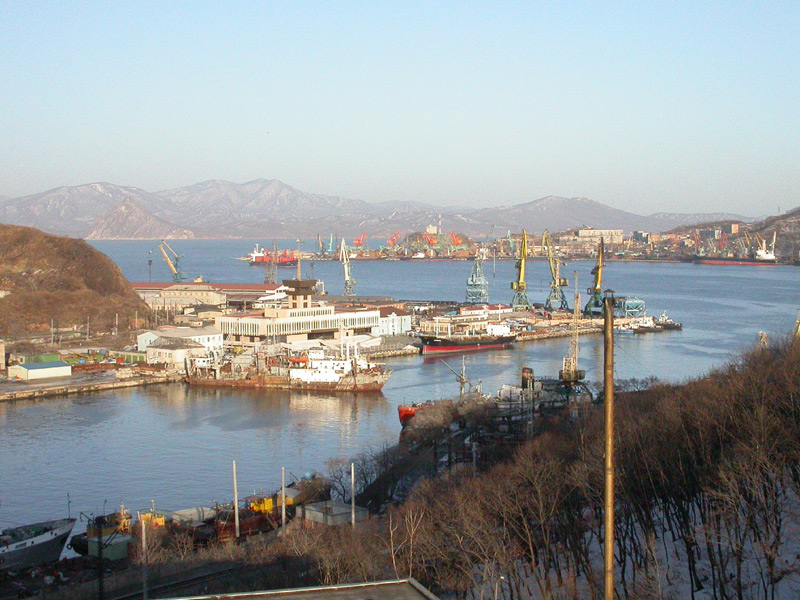
ナホトカ港

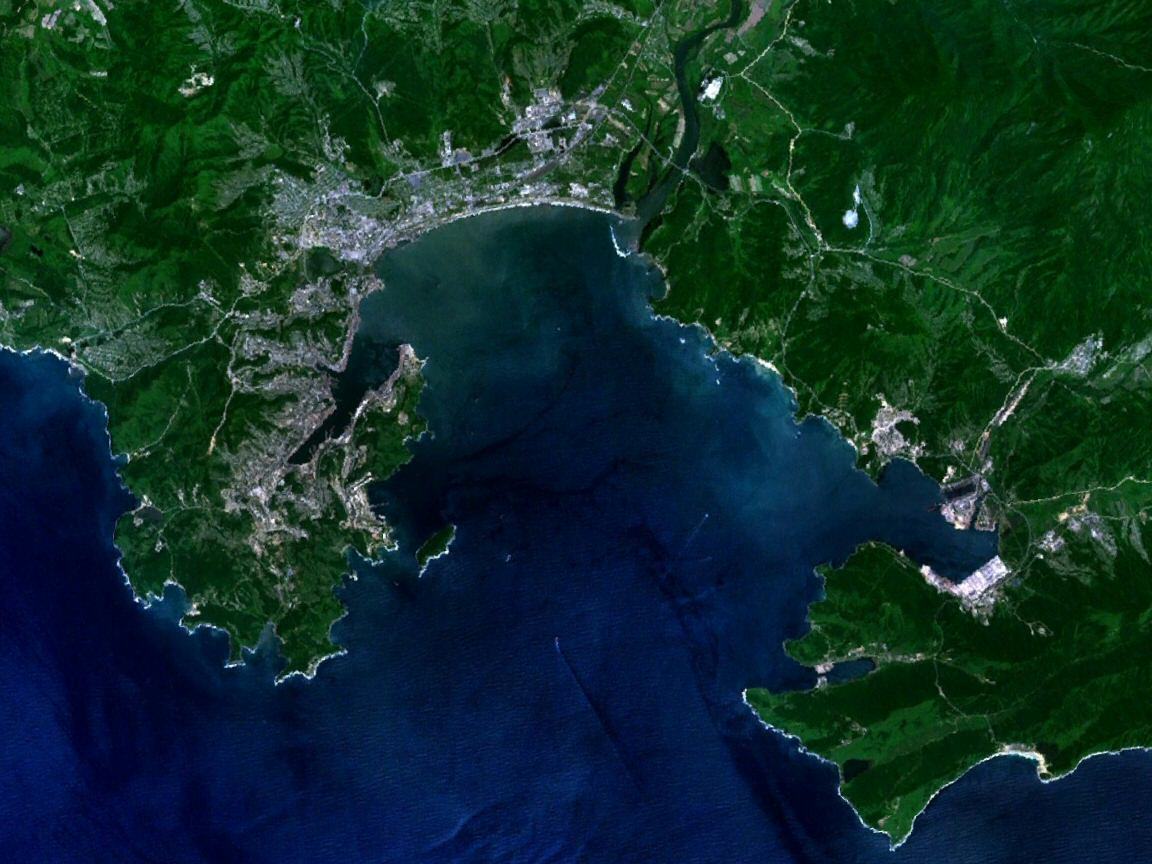
ナホトカ湾
左の地域がナホトカ市。右にヴォストーチヌイ港。

ナホトカ（ロシア語: Находка、ラテン文字転写：Nakhodka）は、ロシア連邦の極東部、沿海地方に属している商港都市。人口は約13万人（2021年）。日本海の北西部にあるナホトカ湾に面し、日本との関係が深い。清朝時代の名称は灠溝崴であった。

## 歴史
現在の街の領域には、ヤンコフスキーの考古学的文化に属する鉄器時代の集落が発見されている。密集した貝殻の堆積は、海沿いに数百メートルに及ぶ長い壁を形成している。白鳥の湖（リベジーナエ・オーゼロ）、ナホトカ湾、ツングース湾、透明湾（プロズラーチナヤ・ブーフト）などの岸、兄弟丘（ブラート・ソープカ）の下、甥丘（プレミャーンニク・ソープカ）の洞窟内には、石器時代・鉄器時代の人々の集落跡が発見されているが、現在はほとんど、または完全に破壊されている。

### 19世紀

#### 英国船と「ゴーネット湾」
1855年8月21日、タタール湾（間宮海峡）から日本に向かう途中にピョートル大帝湾を探検したイギリス船「バラクーダ」がナホトカ湾に到達した。以前からこの名無しの湾をイギリス人たちは「ゴーネット湾」と呼んでいた。航海から戻ってきた「バラクーダ」の将校、ジョン・トロンソンは1859年に本を出版し、「8月21日の早朝、私たちはゴーネット湾に到達した。風が急に出てきたので錨を下ろした。風に閉ざされた湾内に、砂浜沿いにとても肥沃な土地が広がっている。湾の奥にはタタール人の家がいくつか見える…」と記している。

#### ムラヴィヨフによる命名
1859年6月17日、東シベリア提督ニコライ・ムラヴィヨフ＝アムールスキーを伴った蒸気コルベット「アメリカ」は、ロシアの沿岸に沿って航行していたところ、陸を視認した。岩だらけの岬を迂回して、船は名無しの湾内に入った。濃霧で視界は悪く、雨は霧雨になった。船はゆっくりと湾の奥へと進み、岸から2マイルほど離れた、姉妹丘（ソープカ・シストラー）から遠くない位置で錨を下ろした。翌日、航海士のクラシリニコフは航海日誌に「朝6時に抜錨し、海岸の確認に出航した。窪みを視認し、湾だと確認した。提督閣下により、湾はナホトカと命名された」という歴史的記述を残した。なお「ナホトカ」はロシア語で「発見」・「掘り出し物」の意味である。

#### 移住の試み
1864年春、下士官のゲラシモフ・ミハイル・ナウモビッチと4人の兵士からなる、軍事水路学の役職がアスターフィエフ岬に設けられ、1860年代末には30人にまで増やされた。彼ら水路学者たちは毎日気象観測を行い、日誌に記録していた。
1864年8月、ニコラエフスク・ナ・アムーレからナホトカに移住した9つの家族と7人の独身者は、サハリンでの重労働ののちに釈放され、そのうち17人がスチャン川上流でアレクサンドロフカ集落を設けた。4家族は軍事基地のそばで定住した。1865年春、アムール川からナホトカに農民26人が移住した。彼らは8月までナホトカで暮らし、そのあとスチャン川に移住、ウラジミフカ集落を設けた。1865年5月3日、彼らがナホトカで暮らしていたとき、彼らの1人が産んだ息子のイヴァン・エフィーモビッチ・クラーエフが、最初のナホトカっ子となった。

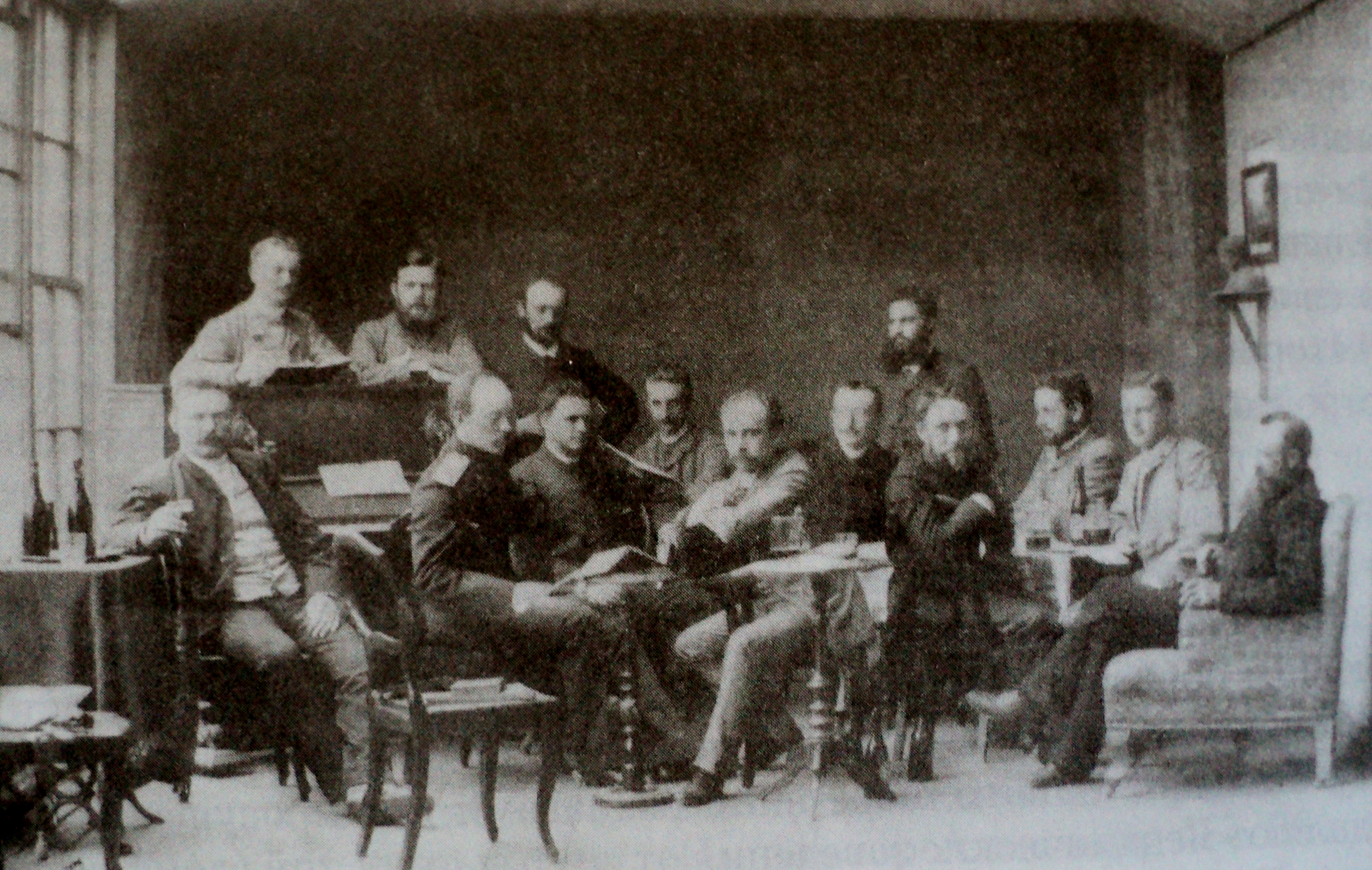
貿易部長ハラルト・フルゲリム（写真中央）

1867年11月13日、アスターフィエフ岬の対岸に、シベリア封土部の管理の下、貿易部が設けられた。貿易部の職員は、貿易部長ハラルト・フルゲリム、書記官ニコライ・キリュコフ、測量技師イヴァン・シーシキン、医師アレクサンドル・クンツェ（沿海州初の医師）などであった。
1868年4月30日、フィンランドからの移住者が蒸気船「ナホトカ」で到着した。1869年6月、測量技師のシーシキンは商館の建設計画を作成した。集落には15軒の店、バーニャ、桟橋、倉庫、鍛冶場、製粉所、製材所があった。建設資材の輸送は貿易部長の管理の指揮の下、蒸気船「ナホトカ」が行った。1870年4月にこの船は沈没し、商館は海上の定期連絡便を失った。1871年4月6日にナホトカでハラルト・フルゲリムが怪我で亡くなった。1873年5月25日、商館の財産が目録に記録され、封土部職員はペテルブルクに向かった。民間人はアムバ川とウラジオストクに移住した。商館は無人となった。
ナホトカ湾の畔にあった商館・軍事基地・最初の集落の正確な場所は分かっていない。

### 20世紀

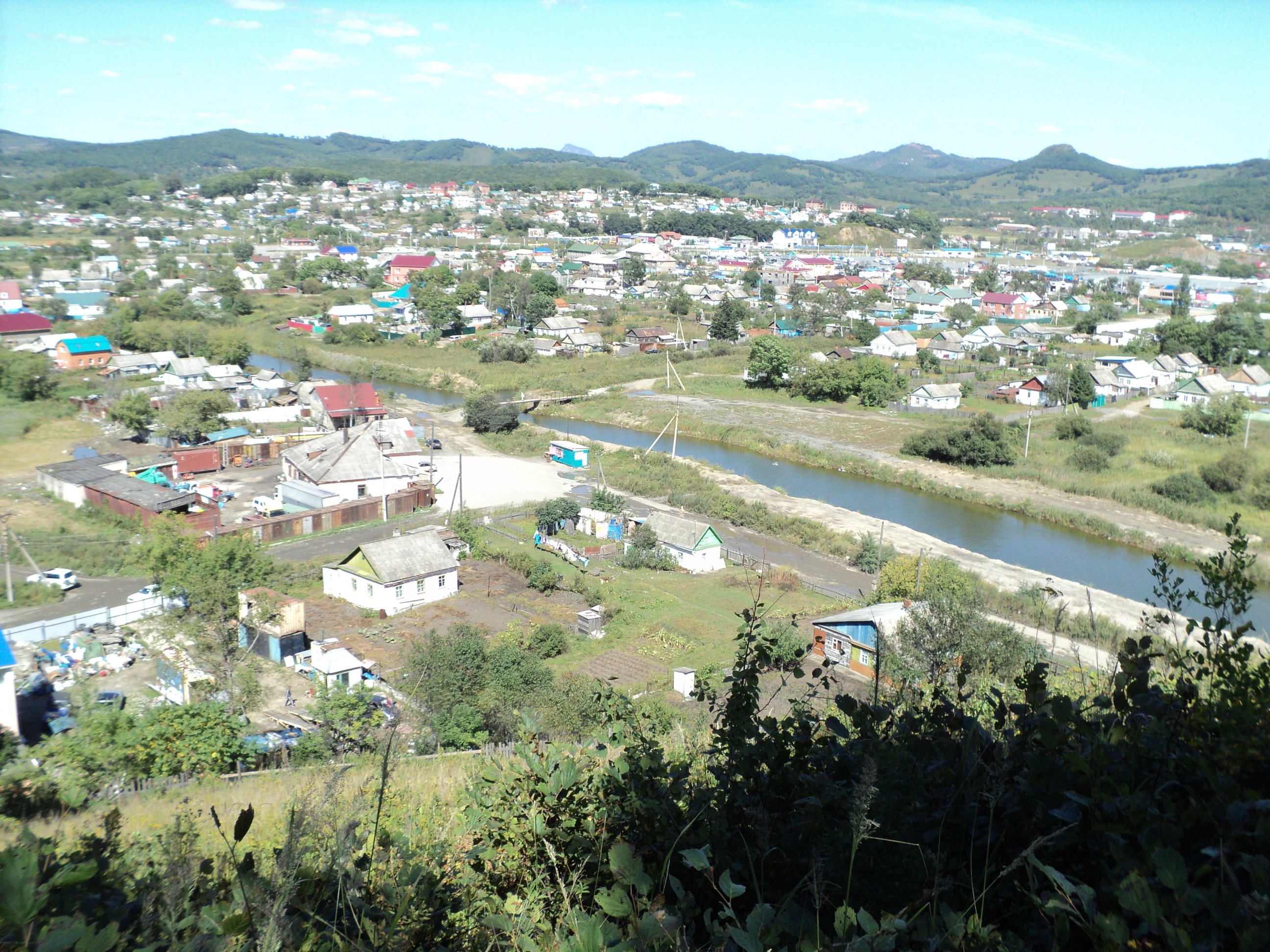
アメリカーンカ村

ナホトカ湾の畔にアメリカーンカ村（後述）が形成される前に、19世紀末から、現在のレニンスキー通りの地区には、私営の住宅管理所・ナホトカ船舶修理工場（NSRZ）・海の船着場が既に存在し、アスターフィエフ岬には魚の缶詰工場が稼働していた。1891年にはウラジーミロ＝アレクサンドロフスコエからナホトカ湾まで、長さ24露里（およそ25.608キロメートル）の未舗装道路が建設された。1909年、ナホトカ湾に沿海州税関の税関事務所が設置された。

#### アメリカーンカ村
1907年夏、カメンカ川沿いに、ウクライナのチェルニゴフ県からの女性移住者たちがアメリカーンカ村（アメリカ人女性村の意）を形成し、沿海州オリガ地区スチャン郷の一部となった。この村の形成について、古くからの住人のN. マカロヴァは1961年に次のように回想している。
「蒸気船『オレーグ』で移動した。夜明けに穏やかな湾を見つけた。その場所はほとんど無人だった。人々は、静かに真剣に上陸している。下船し、山のように群がった。新しい場所には杭も庭もなかった」。
1915年にアメリカーンカ村に806人が入植した。このうち432人がロシア人で、19人が朝鮮人男性、278人が違う町からの移住者・風来坊だった。学校が開かれ、住居の一つで教会の礼拝が行われた。1919年春の早朝、集落は英国巡洋艦「ケント」から砲撃を受けた。古くからの住人クセニア・コスティリナは「アメリカーンカ村が船から砲撃された、それは朝の6時ごろに起こった。砲撃音が聞こえ、私たちは目覚めて窓を見た。湾に水色の蒸気船がいた。村で砲弾が破裂し、窓ガラスが揺れ、人々は逃げ回って隠れていた」と回想している。
1919年4月22日、アメリカーンカ村ソビエト（評議会）のメンバー6人が、白衛軍兵士によって海岸に連れて行かれ、射殺された。

#### ナホトカの開発
1930年代にはナホトカ湾の畔に、ナホトカ（ナホトカ湾、ナホトカ集落）、セーヴェルヌィ（シェフチェンコ通りの地区）、ウゴリバザ、オボードナヤ峡谷、リィバクのような独立した集落があった。ナホトカの集落は、現在のポールトヴォイ通りと中央広場の場所にあり、全体で50軒くらいの民家があった。集落の人々は、副収入を得るため農業や漁業に従事した。港湾施設は、1935年に建設された長さ125メートルの埠頭、倉庫、鉄道の引込線を備えていた。波止場から石炭や一般貨物の積み替えが行われていた。岸辺には木造の事務所・食堂・バーニャ・ターミナル駅が建っており、そこから少し離れたところに税関があった。石炭とガソリンで稼働する発電機があった。集落の唯一の通りであるジェラヴァーヤ通りは、貿易港の近代的な施設のある地区から丘に向かって上り坂となり、その後カメンカ川の河口に向かって急な下り坂となり、そこからアメリカーンカ村と遠方のスチャン川への未舗装道路が始まる。1934年からアスターフィエフ岬で軍艦と潜水艦の基地が使用されるようになった。
1934年、極東汽船会社により、ナホトカ湾の畔からスチャン川河口まで貿易港（石炭と木材の二つの貨物区画）を建設するという最初の計画が企画されたが、この計画は後に放棄された。1939年4月、全ソ連邦共産党中央委員会書記アンドレイ・ジダーノフは、太平洋艦隊指揮官と沿海地方委員会第1書記を伴い、魚雷艦「ボイコフ」でナホトカに到着した。湾を見てジダーノフは「この場所は素晴らしい港町になるだろう」と総括した。その後同年10月7日に、全ソ連邦共産党中央委員会令とソ連人民委員会議令第1646-399号「ナホトカへのウラジオストク貿易港および漁港の移転について」が受理された。
1936年にシベリア鉄道のウラジオストク-ナホトカ支線が完成し、同年5月1日に鉄道駅のラツィス駅が開業した。1940年7月16日、ナホトカ集落は労働集落に都市区分が変更された。1944年9月9日のロシア共和国最高会議議長団令により、ブジョンノフスク地区が設置され、ナホトカ地区はナホトカ労働集落の中心となった。1947年、ナホトカ港に初の貿易船が停泊した。その船はデンマークの蒸気船「グレタ・メルスク」で、港の建設継続のために資材を運んだ。

#### 強制労働
1930年代から40年代に、グラグ（矯正労働収容所総管理本部）の囚人のための常設ラーゲリ（強制収容所）と中継ラーゲリが、ナホトカで運用されていた。「矯正労働ラーゲリ・建設部第213部」（NKVDの主要な治水建設部門の組織）が、ナホトカ湾で1939年12月から1941年まで活動し、その後貿易港の建設はNKVDのダリストロイ（極東地域で強制労働を行った特務機関）が行った。漁港建設での囚人たちの強制労働は1958年まで行われた。ラーゲリの区域は、アスターフィエフ岬とリシー島に第1区域から第44区域まであった。
1945年から1950年まで、ナホトカには日本兵捕虜のラーゲリが、様々な集落に散在していた。ダリストロイ部門とその社会基盤はそれぞれの集落の権力当局にあった。ナホトカ労働集落の建設は、ダリストロイの発案した計画どおりに進んだ。捕虜でない雇用された労働者も働いていた。リシー島では囚人の収容所が1937年から1941年まで運営されていた。
ナホトカ湾の中継ラーゲリ（元はセヴォストラクの建物）は1938年から1946年まで運営された。移送者の収容所（2万人の囚人を収容した）は、サリョーナエ湖、バルハトナエ湖、成年広場、漁港に散在していた。移送は、上級移送、下級移送、全体秩序グループ、女性グループに分けられた。多くの囚人が肺炎や感染症にかかって死亡し、現在のパグラニーチナヤ通り・オボドノイ渓谷の地区に埋葬された。古い住人の証言によると、木製の柱がこれらの場所に1950年代末まで立っていた。身元不明の埋葬物が町の至る所に散在しており、多くの建物がこれらの遺骨の上に建っている。

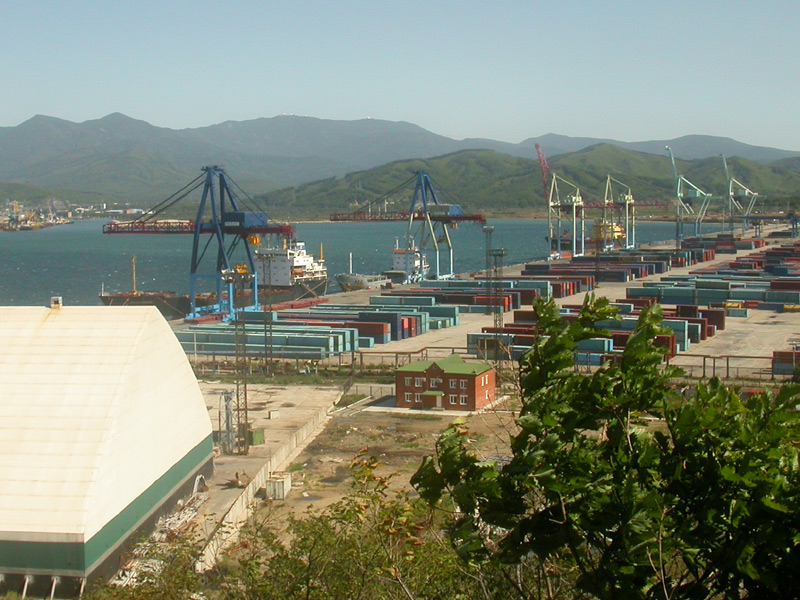
ボストーチヌィ港は、元々ヴァニノ港の代わりに「バム鉄道の海の玄関口」の場所として知られていた

貿易港に停泊していた蒸気船「ダリストロイ」の爆発（この爆発で1万8千トンの重油が上空に打ち上げられ、2時間に渡ってナホトカに雨となって降り注いだ）と、オボドノイ渓谷を流れるコリマ川のための爆発物のあった倉庫の爆発の後、1946年に拠点はナホトカからヴァニノ港に移された。

#### 市制移行と市の発展
1950年5月18日、ロシア共和国最高会議議長団令により、ナホトカ労働集落は、都市区分が市に格上げになった。同月23日には初めての大通りが作られた。ナホトカ大通り、中央通り（現在のガガーリン通り）、レールモントフ通りとクリィロフ通りである。後にモスクワ通りも作られた（現在のレーニン通り）。
1950年にナホトカ漁港は初めて、「ルナチャルスキー」という船に荷積みを行った。1953年、市にバスの定期路線が開業した。1956年にはプレオブラジェーニエからナホトカに海上漁業活動局が移転した。同年かつてホテルだった建物に極東航海学校が開校した。1957年には沿海船舶修理工場と「ダリモルギドロストロイ（極東沿海水上建設）」が設置された。1960年には映画技術極東支店が設置された。翌年ナホトカは初めて姉妹都市関係を日本の京都府舞鶴市と結んだ。後にナホトカは北海道小樽市や福井県敦賀市、米国カリフォルニア州のオークランドやワシントン州ベリンハムとも姉妹都市関係となった。

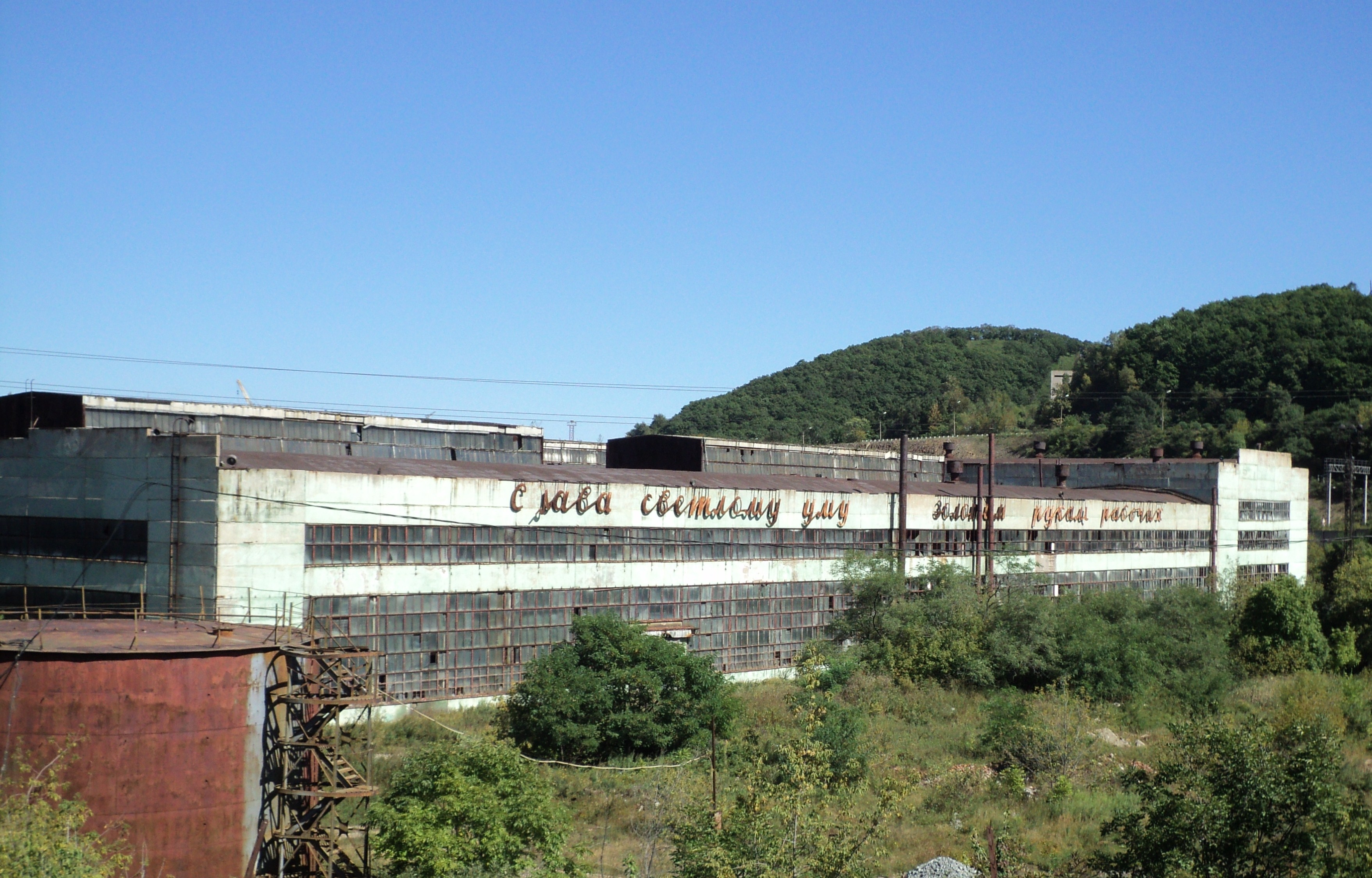
「プリモルスキー工場」の廃工場

1961年、横浜港とナホトカ港を結ぶ定期航路（ナホトカ航路）が開設。ソ連時代を通じて名実ともに日本との窓口となり、人の移動や物流量が増加を始める。
1965年にはナホトカに、ソ連極東と日本・オーストラリア・北朝鮮との貿易関係を管理する輸出入事務所「ダリイントログ」が開設された。ナホトカは、太平洋艦隊の軍港都市として外国人の立ち入りを禁じたウラジオストクに代わり、ソビエトの極東貿易の拠点になった。また、シベリア鉄道を利用する外国人乗客はここからハバロフスクまでの特別列車を利用し、ここでモスクワに向かうように定められていた。
1970年12月16日、ナホトカの対岸約17kmの場所にあるウランゲル湾にボストーチヌィ港の建設が始まり、建設は全ソの重大なコムソモールの工事だと宣伝された。1973年には新しい港で最初に木材運搬船「シャドリンスク」が荷積みを行った。翌年には「沿海海上汽船会社」が設置され、北洋材の積み出し基地の一つとなった。ボストーチヌィ港の石炭開発コンプレクスが稼働を開始した。

#### 自由経済地域
1990年にゴルバチョフ政権がウラジオストクを開放したことで商港としての重要性は低下した。しかし同年10月24日、ナホトカは自由経済地帯に指定された。1990年から1997年まで政府はナホトカでのSTZプロジェクトに46億4,500万ルーブルを投資し、大部分が地域のインフラストラクチャーの発展に費やされた。118の共同ベンチャーが立ち上げられ、投資規模はおよそ2億2,000万米ドルであった。自由経済地帯の優先的なプロジェクトは、ロシア・アメリカ共同のテクノパーク、ロシア・韓国共同のテクノパーク、ナホトカ空港、ボストーチヌィ港の石油積載ターミナル、ナホトカ熱併給発電所であった。しかし大きなプロジェクトは一つも実現されず、2006年にはナホトカの自由経済地域を設置する旨の政令が失効し、ナホトカの自由経済地域は終わりを迎えた。
1990年代には複数のギャング団が市内各地に縄張りを持って影響力を増し、市内では犯罪件数が増大した。なかでもヴェプサというギャング団が最も有名だった。
1993年7月14日深夜0時20分、ナホトカで地震が発生し、1時30分に津波警報が発令された。人々は自分の家を捨てて高所に逃げた。白鳥丘では大混乱が起こった。

### 21世紀
2004年のナホトカ行政区設置により、ナホトカ市は独立した行政の役割を失い、他の5つの集落と共に同じ行政区の一部となった。同年独立した都市型集落のヴランゲリとリヴィジヤが廃止され、遠く離れた小地区としてナホトカ市の一部となった。
2009年に「コズミノ石油積出専用海洋港」が開港した。港湾都市化・石油化学工業の発展による経済の多角化という市の更なる発展は、モノゴロド（単一都市）の克服につながっているが、同時に「パイプラインのある労働集落」への町の退化のリスクをも孕んでいる。

## 地理
直線距離でウラジオストクの東120キロメートルに位置する。ただし地形的制約のため道路距離は200キロメートル近い。港はリアス式海岸の湾内にあり「天然の良港」となっているが平地に乏しい。
ミーラ通りの南に直径600メートルほどの湖、ソレノエ湖がある。

## 交通

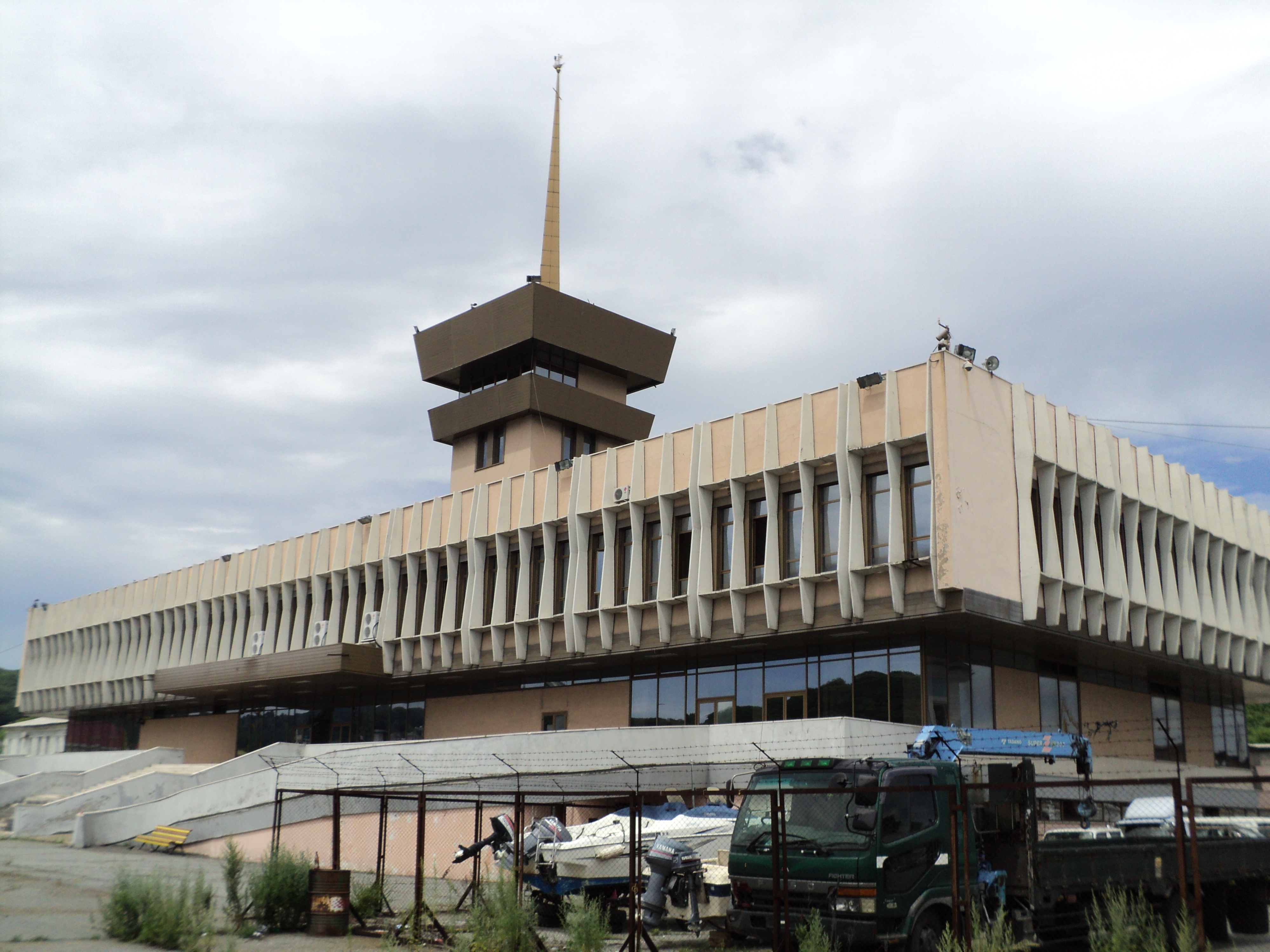
港のターミナル

### 道路交通
主要道路は、ナホトカとウラジオストク、そして沿海地方東部を結んでいる。地方（クライ）道A188（アジアハイウェイ6号線）は、アルチョームのウグロボエ小地区からナホトカまでは交通量が多く、中央分離帯を有する二車線道路で、カーブが多く速度制限標識も多く設置されている。パルチザンスク方面には、ナホトカとカヴァレーロヴォを結ぶ地方自動車道路R447がある。ハバロフスク・ナホトカ間を結ぶ連邦自動車道路「ヴォストーク」の建設は、2002年に凍結された。ウラジオストク・ナホトカ・ボストチヌイ港間を結ぶ自動車道路の建設のうち、ナホトカ方面のものは延期された。
自動車道路を利用した場合、他の都市までの距離は、パルチザンスクまで50キロメートル、フォーキノまで52キロメートル、ボリショイ・カーメニまで72キロメートル、ウラジオストクまで171キロメートル（鉄道なら215キロメートル）、ウスリースクまで219キロメートルである。
町の主な幹線道路は、湾に沿ってアーチ状に伸びており、その最大部分は11キロメートルの長さを持つナホトカ大通りである。この大通りを全ての公共交通機関が利用する。これに平行して南北に、貨物輸送向けの迂回路（長さ18.5キロメートル）が伸びている。ナホトカの通りはかなり狭く、原則2ｰ3車線を超えることはない。4車線道路は2本の都市幹線道路のみである。ラッシュアワーの時は、ナホトカ大通りではしばしば渋滞が発生し、1キロメートルの渋滞になることもある（交通事故や道路修繕工事の場合）。2007年には、ナホトカの人口1,000人あたり自動車326台を所有していることがわかっている。市内の乗用車は日本車が80%を占めている。

#### 市内バス
公共交通は中型のバスとマルシュルートカ（小型乗合バス）が担っている。アスターフィエフ岬駅から出ている、エレクトリーチカ（近郊電車）の朝夕便も公共交通を担っている。2010年、町では都市内路線13本、郊外路線2本が運行されている。夏にはダーチャ（別荘）と砂浜行きの路線も運行される。最も長い都市内路線は19番で、ナホトカ駅からアスターフィエフ岬まで市内を循環する。市内のバス会社4社は178台のバスを所有している。タクシーはおよそ20社が運行している。タクシーの運賃は時間制で、15分、30分、1時間ごとに課される。

#### 鉄道

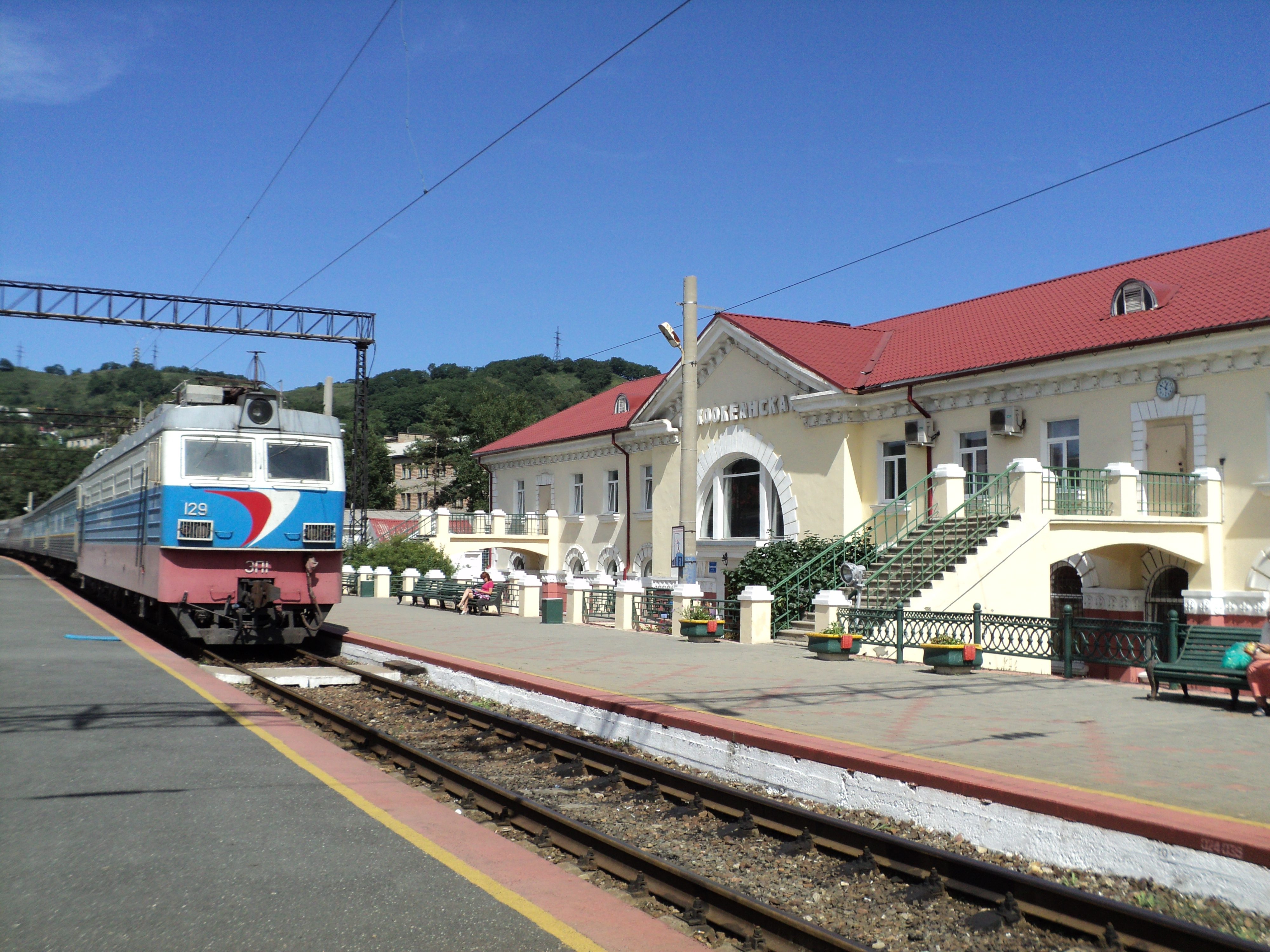
チホーケアンスカヤ駅

町には二つの鉄道ターミナル駅があり、一つはチホーケアンスカヤ駅でもう一つはナホトカ駅である。後者は町の北部郊外に位置しており、主にチホーケアンスカヤ駅やアスターフィエフ駅行き列車の乗り換え駅である。市内にはバルハトナヤ駅、ルィブビキ駅、クラボヴァヤ駅、アスターフィエフ岬駅とその他7つの停車場がある。高性能で快適なエレクトリーチカ（近郊電車）「プリモーロチカ」号は、チホーケアンスカヤ駅から朝発車し、4-5時間でウラジオストクに到着する。パルチザンスク行きのエレクトリーチカは、チホーケアンスカヤ駅とアスターフィエフ岬駅から朝晩運行され、それぞれ1-2時間で目的地までを結ぶ。ハバロフスク行きの急行列車は、チホーケアンスカヤ駅から発車し、所要時間は1日越しの14時間30分である。シベリアやロシア西部へは、ウラジオストクのウラジオストク駅やウゴルナヤ駅を経由する必要がある。

#### 長距離バス
バスターミナルは、市中心部で砂浜の近くにあるバルハトナヤ駅の隣に位置する。都市間バスは、ナホトカと沿海地方東部のダリネロルスク、ウラジオストク（40分おきに運行し、所要時間は4時間）、ウスリースク、アルチョーム、アルセーニエフ、スパッスク＝ダリニーを結んでいる。

### 航空交通
最寄りの空港はウラジオストク空港で、町から140キロメートル離れている（所要時間3時間）。1998年8月には、街から20キロメートル離れたところにある「ゾロターヤ・ドリーナ」軍飛行場を基とした、二倍の大きさの飛行場「ナホトカ空港」の開港が計画され、旅客・貨物便の技術飛行がハバロフスクから行われた。

### 海上交通
日本海側にあり、ナホトカ湾に囲まれた天然の良港であること、流氷の影響を比較的受けないことなどから、日本をはじめとする東アジア諸国への海上輸送が容易である。
モルスコイ・ヴァグザール（海の駅）は1998年から営業していない。かつてはアスターフィエフ岬からウラジオストクまでを結ぶ旅客船を受け入れていた。2007年、海の駅の埠頭で事故が発生し、運用が禁止された。 

## 日本との関係

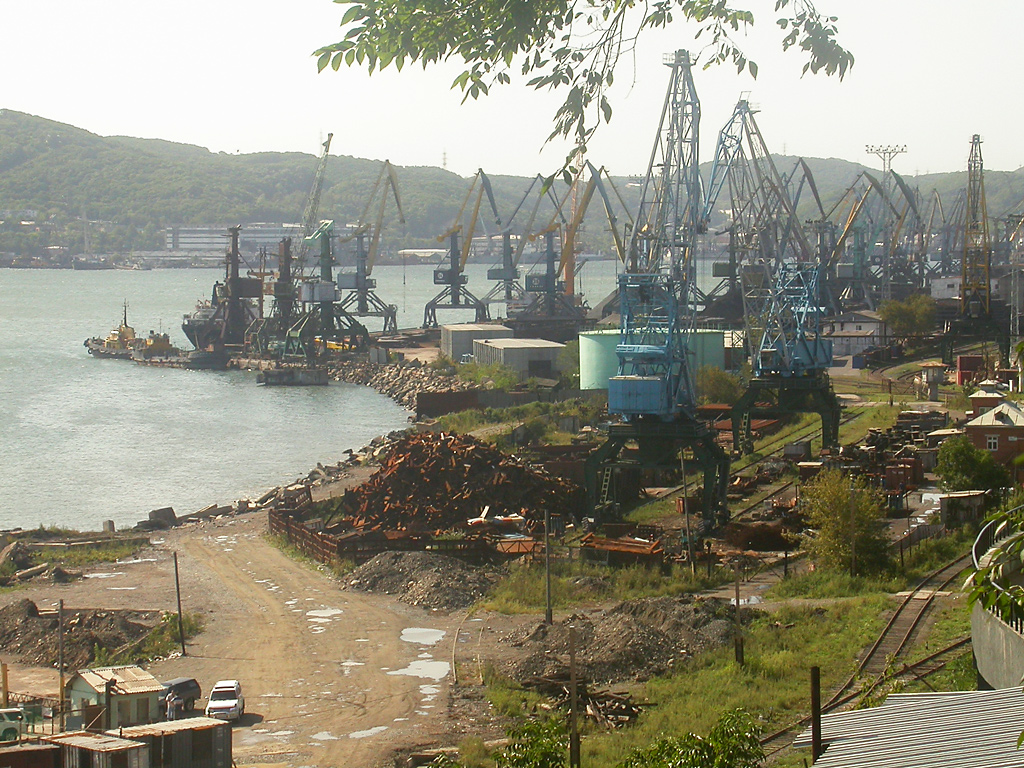
ナホトカ港

第二次世界大戦後のシベリア抑留では、多くの日本軍将兵がこの港から帰国した。
1956年の日ソ共同宣言による国交回復後は貿易港となり、日本の敦賀港との間に1958年に貨物定期航路が開設された。また横浜港との間に1961年から旅客船の定期航路が開設され、日本人以外でも多くの人や物資がこの港を経由した。1967年には日本が総領事館を設置し、関係がより深化した。
しかし、1992年のウラジオストク開放以降は重要性が薄れ、1993年には日本総領事館や対日定期旅客航路（日本側の港は横浜から富山県高岡市の伏木富山港（伏木地区）に変更されたのち、2009年12月で航路廃止）のウラジオストク移転などが起こったが、現在でも日本との間に貨物船の定期航路を維持している。日本から主に中古車や中古バイクなどが多く輸出されている。
現在、イルクーツクの西方にあるイルクーツク州アンガルスクからの石油パイプラインの終着地として計画されている。数十億ドルに及ぶこの東シベリアパイプライン計画が完成すると、ナホトカから日本へ大量の原油輸出が実現することになり、現在は日露両国、それに自国へのパイプライン整備の先行を求める中国との間で外交交渉が続いている。
1961年に京都府舞鶴市と日ロ（当時はソビエト連邦）間で初めて姉妹都市提携を行ったほか、北海道小樽市と1966年に、敦賀市と1982年に姉妹都市関係を結んでいる。

## ギャラリー
- ロスネフチ所有の石油積出港
- 石油積出港
- 夏のナホトカ港
- ナホトカ市街
- ナホトカ近郊のソリョーノエ湖
- ナホトカ近郊の農村と海
- ナホトカのビーチ

## 人口推移
過去の国勢調査による人口調査結果は、159,719 (2010年調査); 148,826 (2002年調査); 160,056 (1989年調査).。

## 気候
モンスーン気候に属する。優勢な風向は、冬は北風、夏は南東の風。年間降水量は740ミリメートルで、その内の60%は7月から9月の間に降る。1月の平均気温は-13℃、8月は+17℃。

## 姉妹都市
- 小樽市（日本北海道）
- 敦賀市（日本福井県）
- 舞鶴市（日本京都府）
- オークランド市（アメリカカリフォルニア州）
- ベリングガム市（アメリカワシントン州）
- 東海市（大韓民国江原特別自治道）
- 吉林市（中華人民共和国吉林省）